# ويليام تشن
ويليام تشن (بالصينية: 陳偉霆) (و. 1985 – م) هو مغني، وممثل، من جمهورية الصين الشعبية، ولد في هونغ كونغ.

## وصلات خارجية
- ويليام تشن على موقع IMDb (الإنجليزية)
- ويليام تشن على موقع ميوزك برينز (الإنجليزية)
- ويليام تشن على موقع قاعدة بيانات الفيلم (الإنجليزية)

ويليام تشن في قاعدة بيانات الأفلام على الإنترنت